# Gabby Duran galaktikus kalandjai
A Gabby Duran galaktikus kalandjai (eredeti cím: Gabby Duran & the Unsittables) 2019 és 2021 között vetített amerikai televíziós vígjáték, amelynek alkotói Mike Alber és Gabe Snyder. A főbb szerepekben Kylie Cantrall, Maxwell Acee Donovan, Callan Farris, Coco Christo, Valery Ortiz és Nathan Lovejoy látható.
Amerikában 2019. október 11-én a Disney Channel mutatta be. Magyarországon is a Disney Csatorna mutatta be 2020. május 18-án.

## Cselekmény
Gabby a sikeres édesanyja és az okos húga árnyékában él. Elköltöznek Havensburgba és Gabby munkát kap Swift igazgatótól, hogy felügyelje a földönkívüli gyermekeket. A földönkívüliek embernek álcázva élnek a Földön.

## Szereplők

### Főszereplők
| Szereplő       | Színész              | Magyar hang               |
| -------------- | -------------------- | ------------------------- |
| Gabby Duran    | Kylie Cantrall       | Engel-Iván Lili           |
| Wesley         | Maxwell Acee Donovan | Berecz Kristóf Uwe        |
| Jeremy         | Callan Farris        | Sándor Barnabás (1. évad) |
| Jeremy         | Callan Farris        | Kelemen Noel (2. hang)    |
| Olivia         | Coco Christo         | Károlyi Lilla             |
| Dina           | Valery Ortiz         | Sánta Annamária           |
| Swift igazgató | Nathan Lovejoy       | Galbenisz Tomasz          |

### Mellékszereplők
| Szereplő  | Színész     | Magyar hang              |
| --------- | ----------- | ------------------------ |
| Gömb      | Laara Sadiq | Pánics Lilla             |
| Glor-bron | Alex Rose   | Szokol Péter (1. évad)   |
| Glor-bron | Alex Rose   | Bodrogi Attila (2. hang) |
| Kali      | Mia Bella   | Pál Zsófia               |
| Sky apja  | Brent Clark | Lénárt László            |

### Magyar változat
A szinkron a Disney Channel megbízásából az SDI Media Hungary készítette.
- Főcím: Schmidt Andrea
- Magyar szöveg: Dame Nikolett
- Magyar dalszöveg: Nádasi Veronika
- Hangmérnök: Böhm Gergely (1. évad), Gajda Mátyás (1. évad), Regenye András (2. évad), Salgai Róbert (2. évad)
- Vágó: Győrösi Gabriella (1. évad), Gajda Mátyás (1. évad), Hajzler László (2. évad)
- Gyártásvezető: Németh Tamás
- Zenei rendező: Posta Victor
- Szinkronrendező: Csoma Ferenc
- Produkciós vezető: Máhr Rita (1. évad), Orosz Katalin (2. évad)

## Évados áttekintés
| Évad | Évad | Epizódok | Eredeti sugárzás  | Eredeti sugárzás   | Magyar sugárzás    | Magyar sugárzás    |
| Évad | Évad | Epizódok | Évadpremier       | Évadfinálé         | Évadpremier        | Évadfinálé         |
| ---- | ---- | -------- | ----------------- | ------------------ | ------------------ | ------------------ |
|      | 1    | 19       | 2019. október 11. | 2020. március 20.  | 2020. május 18.    | 2021. június 27.   |
|      | 2    | 20       | 2021. június 4.   | 2021. november 26. | 2021. november 29. | 2021. december 24. |

## Epizódok

### 1. évad
| #   | #   | Eredeti cím                                  | Magyar cím                         | Rendezte            | Írta                                          | Eredeti premier    | Magyar premier           |
| --- | --- | -------------------------------------------- | ---------------------------------- | ------------------- | --------------------------------------------- | ------------------ | ------------------------ |
| 1.  | 1.  | So Your Gor-Monite Child Is Going to Explode | Robbanásveszélyes gormonit gyerek  | Nzingha Stewart     | Mike Alber és Gabe Snyder                     | 2019. október 11.  | 2020. május 18.          |
| 2.  | 2.  | Wesley and the Fischman                      | Wesley és Hallman                  | Joe Nussbaum        | Mike Alber és Gabe Snyder                     | 2019. október 18.  | 2020. május 19.          |
| 3.  | 3.  | Crybaby Duran                                | Nyafogó Duran                      | Joe Nussbaum        | Linda Mathious és Heather MacGillvray         | 2019. október 25.  | 2020. május 20.          |
| 4.  | 4.  | Crushin' It                                  | Szerelemitisz                      | Sean McNamara       | Lacey Dyer és Julia Layton                    | 2019. november 1.  | 2021. június 19.         |
| 5.  | 5.  | Olivia Gone Wild                             | Olivia elszabadul                  | Keith Samples       | Adam Aseraf és Hunter Cope                    | 2019. november 15. | 2020. május 21.          |
| 6.  | 6.  | Día de la Dina                               | A Dina-nap                         | Sean McNamara       | Eugene Garcia-Cross                           | 2019. november 22. | 2020. május 22.          |
| 7.  | 7.  | The Darkness                                 | A sötétség                         | Leslie Kolins Small | Ben Glass                                     | 2019. november 29. | 2020. május 25.          |
| 8.  | 8.  | It's Christmas, Gabby Duran!                 | Karácsonyi egyveleg                | Joe Nussbaum        | Huong Nguyen                                  | 2019. december 6.  | 2020. szeptember 14.     |
| 9.  | 9.  | The Party King and Tinbuk, Too               | A partikirály és Timbuk-ta         | Keith Samples       | Mike Alber és Gabe Snyder                     | 2019. december 13. | 2020. május 26.          |
| 10. | 10. | Sky’s First Youth Sleeping Overnight Event   | Sky első ifjúsági altatós eseménye | Leslie Kolins Small | Veronica Rodriguez                            | 2020. január 10.   | 2020. május 27.          |
| 11. | 11. | Wesley Jr.                                   | Wesley Jr.                         | Jon Rosenbaum       | Mike Alber és Gabe Snyder                     | 2020. január 17.   | 2020. május 28.          |
| 12. | 12. | The Note                                     | A névtelen levél                   | Jon Rosenbaum       | Hunter Cope és Adam Aseraf                    | 2020. január 24.   | 2020. szeptember 14.     |
| 13. | 13. | Gabby Duran: Genius                          | Zseni Duran                        | Joe Nussbaum        | Linda Mathious és Heather MacGillvray         | 2020. január 31.   | 2021. június 27.         |
| 14. | 14. | Who Is Joey Panther?                         | Ki Joey Párduc?                    | Leslie Kollns Small | Lacey Dyer és Julia Layton                    | 2020. február 7.   | 2020. szeptember 15.     |
| 15. | 15. | Fake News                                    | Álhírek                            | Leslie Kolins Small | Mike Alber és Gabe Snyder                     | 2020. február 21.  | 2020. szeptember 16.     |
| 16. | 16. | Vortex & Night Train                         | Örvény és Expressz                 | Nimisha Mukerji     | Eugene Garcia-Cross                           | 2020. február 28.  | 2020. szeptember 17.     |
| 17. | 17. | Tailoring Swift                              | Átszabni Swiftet                   | Nimisha Mukerji     | Lacey Dyer és Julia Layton                    | 2020. március 6.   | 2020. szeptember 18.     |
| 18. | 18. | Warm, Thick, and Saucy                       | Tüzes és sűrű és szaftos           | Siobhan Devine      | Ross Zimmerman                                | 2020. március 13.  | 2020. szeptember 21.     |
| 19. | 19. | Enter the Dranis                             | Dranis színre lép                  | Joe Nussbaum        | Veronica Rodriguez, Mike Alber és Gabe Snyder | 2020. március 20.  | 2020. szeptember 22./23. |

### 2. évad
| #   | #   | Eredeti cím                       | Magyar cím               | Rendezte                            | Írta                                                | Eredeti premier      | Magyar premier     |
| --- | --- | --------------------------------- | ------------------------ | ----------------------------------- | --------------------------------------------------- | -------------------- | ------------------ |
| 20. | 1.  | Mom Wipes                         | Anya törlő               | Joe Nussbaum                        | Mike Alber és Gabe Snyder                           | 2021. június 4.      | 2021. november 29. |
| 21. | 2.  | Gabby's First Break               |                          | Joe Nussbaum                        | Hunter Cope és Adam Aseraf                          | 2021. június 11.     | 2021. november 30. |
| 22. | 3.  | The Vibe                          |                          | Jon Rosenbaum                       | Veronica Rodriguez                                  | 2021. június 18.     | 2021. december 1.  |
| 23. | 4.  | Ratita and the Ultras             |                          | Jon Rosenbaum                       | Ben Glass                                           | 2021. június 25.     | 2021. december 2.  |
| 24. | 5.  | Mimi from Miami                   |                          | Leslie Kolins Small és Joe Nussbaum | Danya Jimenez és Hannah McMechan                    | 2021. július 2.      | 2021. december 3.  |
| 25. | 6.  | The Mile                          |                          | Nimisha Mukerji                     | Mike Alber és Gabe Snyder                           | 2021. július 9.      | 2021. december 6.  |
| 26. | 7.  | Dude, Where's My House?           |                          | Nimasha Mukerji                     | Annie Nishida                                       | 2021. július 16.     | 2021. december 7.  |
| 27. | 8.  | A Song of Gabby & Susie           |                          | Veronica Rodriguez                  | Paige Pearl                                         | 2021. július 30.     | 2021. december 8.  |
| 28. | 9.  | The Bubble                        |                          | Veronica Rodriguez                  | Sheela Shrinivas                                    | 2021. augusztus 6.   | 2021. december 9.  |
| 29. | 10. | GOAT of the Month                 |                          | Jon Rosenbaum                       | Lacey Dyer és Julia Layton                          | 2021. augusztus 6.   | 2021. december 10. |
| 30. | 11. | Welcome to the Club               |                          | Nimisha Mukerji                     | David Ramirez                                       | 2021. szeptember 17. | 2021. december 13. |
| 31. | 12. | Dinas and Dougs                   |                          | Jon Rosenbaum                       | Michael J.S. Murphy                                 | 2021. szeptember 17. | 2021. december 14. |
| 32. | 13. | Beware the Fright Master!         | Óvakodj a frászmestertől | Joe Nussbaum és Leslie Kolins Small | Dimitry Pompee                                      | 2021. október 8.     | 2021. december 15. |
| 33. | 14. | Zeke to the Future                |                          | Bridget Stokes                      | Adam Aseraf és Hunter Cope                          | 2021. október 15.    | 2021. december 16. |
| 34. | 15. | Adventures in Alien House-Sitting |                          | Bridget Stokes                      | Lacey Dyer és Julia Layton                          | 2021. október 22.    | 2021. december 17. |
| 35. | 16. | Fountain of Ruth                  |                          | Siobhan Devine                      | Joshua Krilov                                       | 2021. október 29.    | 2021. december 20. |
| 36. | 17. | Extreme Ruckus                    |                          | Siobhan Devine                      | Veronica Rodriguez                                  | 2021. november 5.    | 2021. december 21. |
| 37. | 18. | Shoe-Dun-It                       |                          | Nimisha Mukerji                     | Ben Glass                                           | 2021. november 12.   | 2021. december 22. |
| 38. | 19. | Magic Hours                       |                          | Robbie Countryman                   | Hunter Cope és Adam Aseraf                          | 2021. november 19.   | 2021. december 23. |
| 39. | 20. | The Fault in Our Star Night       |                          | Joe Nussbaum                        | Lacey Dyer, Julia Layton, Mike Alber és Gabe Snyder | 2021. november 26.   | 2021. december 24. |